# Noyal-sur-Brutz
Noyal-sur-Brutz é uma comuna francesa na região administrativa do País do Loire, no departamento de Loire-Atlantique. Estende-se por uma área de 7.71 km². Em 2010 a comuna tinha 602 habitantes (densidade: 78,1 hab./km²).